# Мігель Ногер
Мігель Ногер (ісп. Miguel Noguer, 31 грудня 1956) — іспанський яхтсмен.
Олімпійський чемпіон 1980 року в класі Летючий голандець.